# Mariusz Siembida
Mariusz Siembida (Puławy, Polonia, 21 de marzo de 1975) es un nadador retirado especializado en pruebas de estilo espalda. Fue subcampeón del mundo en la prueba de 50 metros espalda en el Campeonato Mundial de Natación en Piscina Corta de 1999.
Representó a Polonia en los Juegos Olímpicos de Atlanta 1996 y Sídney 2000.

## Palmarés internacional
| Campeonato Mundial de Natación en Piscina Corta | Campeonato Mundial de Natación en Piscina Corta | Campeonato Mundial de Natación en Piscina Corta | Campeonato Mundial de Natación en Piscina Corta |
| Año                                             | Lugar                                           | Medalla                                         | Prueba                                          |
| ----------------------------------------------- | ----------------------------------------------- | ----------------------------------------------- | ----------------------------------------------- |
| 2000                                            | Hong Kong ( China)                              | Medalla de plata                                | 50 m espalda                                    |
| 2000                                            | Hong Kong ( China)                              | Medalla de bronce                               | 100 m espalda                                   |
| Campeonato Europeo de Natación                  |                                                 |                                                 |                                                 |
| Año                                             | Lugar                                           | Medalla                                         | Prueba                                          |
| 1997                                            | Sevilla ( España)                               | Medalla de bronce                               | 4 × 100 m estilos                               |
| 1999                                            | Estambul ( Turquía)                             | Medalla de bronce                               | 50 m espalda                                    |